# معاملة المثليين في الصين
يواجه الأشخاص من المثليين والمثليات ومزدوجي التوجه الجنسي والمتحولين جنسياً (اختصاراً: مجتمع الميم) في الصين تحديات قانونية واجتماعية لا يواجهها غيرهم من المغايرين جنسيا. يعتبر النشاط الجنسي بين الرجال وبين النساء قانونيا في الصين منذ عام 1997. بالإضافة إلى ذلك، تم إلغاء اعتبار المثلية الجنسية كمرض عقلي في عام 2001. لا يقدر الشركاء والأزواج المثليون على الزواج أو التبني، كما أن المنازل التي يعيش فيها الشركاء المثليون غير مؤهلة للحصول على نفس الحماية القانونية المتاحة للأزواج المغايرين.
تم توثيق المثلية الجنسية والشبقية المثلية في الصين منذ العصور القديمة. وفقًا لبعض الدراسات التي أجرتها جامعة لندن، كان يُنظر إلى المثلية الجنسية كتوجه طبيعي للحياة في الصين، قبل التأثير الغربي منذ عام 1840 فصاعدًا. هناك تكهنات بأن العديد من الأباطرة الصينيين الأوائل كانوا يشاركون في علاقات جنسية مثلية مصحوبة بعلاقات جنسية مغايرة. لم تصبح معارضة المثلية الجنسية، وفقًا لهذه الدراسات نفسها، راسخة في الصين حتى القرنين التاسع عشر والعشرين، من خلال جهود التغريب في أواخر عهد سلالة تشينغ الحاكمة وأوائل عهد الجمهورية الصينية.
كانت المثلية الجنسية غير مرئية إلى حد كبير خلال عهد ماو كونها كانت تعتبر جريمة ومرضا. في ثمانينيات القرن العشرين، ظهر موضوع المثلية الجنسية في المجال العام وتوسعت هويات ومجتمعات المثليين في نظر الجمهور منذ ذلك الحين. ومع ذلك، تشير الدراسات إلى أن الخطاب العام في الصين يبدو غير مهتم، وفي أحسن الأحوال، متناقضًا حول المثلية الجنسية، ولا تزال المشاعر التقليدية بشأن الالتزامات العائلية والتمييز عاملاً مهمًا في ردع الأشخاص من مجتمع الميم عن الخروج والإفصاح عن توجههم الجنسي.
مع التقنين السريع لزواج المثليين في العديد من البلدان حول العالم، برزت مناقشة حول هذه المسألة في الصين. وقد وصف نهجها في حقوق المثليين وزواج المثليين بأنه «متقلب» وبأنه «لا موافقة، لا رفض، لا تزكية». أصبح الرأي العام تجاه مجتمع الميم أكثر تسامحًا. ومع ذلك، لا يزال هناك الكثير من المقاومة من جانب السلطات، حيث تم حظر عدة أحداث مختلفة لمجتمع الميم في السنوات الأخيرة. قال بورغ باكن، عالم الإجرام في الجامعة الوطنية الأسترالية في عام 2018: «نظام الرئيس شي جين بينغ قلق للغاية بشأن كل شيء. لذلك، فإنهم يتخذون إجراءات صارمة ضد الأحداث المتعلقة بمجتمع المثليين، ليس لأن هؤلاء الأشخاص مثليون، ولكن لأنهم يرون أن أحداثهم تمثل تهديدًا محتملًا.»

## التاريخ والتسلسل الزمني

### الصين القديمة

#### عهد سلالة شانغ
أقرب سجلات المثلية والمثليين العلاقات في تاريخ الصين من عهد سلالة تشانغ (حوالي من القرن 16 قبل الميلاد إلى القرن 11 قبل الميلاد). تم استخدام مصطلح لوان فانغ (بالإنجليزية: luan feng)‏ (بالصينية: 鸞鳳) لوصف المثلية الجنسية. لا توجد سجلات موجودة للعلاقات المثلية بين النساء. في هذا الوقت، كان يتعامل إلى المثلية الجنسية إلى حد كبير مع اللامبالاة وعادة ما تم التعامل معها بالانفتاح.

#### عهد سلالة تشو
هناك عدة قصص عن الحب المثلي خلال عهد سلالة تشو (حوالي 1046-256 قبل الميلاد) معروفة جيدًا، حتى يومنا هذا. تشير إحدى هذه القصص إلى الدوق شيان دوق مملكة جين (حكم بين 676–651 قبل الميلاد) قد وضع شابًا وسيمًا في بلاط منافس من أجل التأثير على الحاكم الآخر بالجاذبية الجنسية للشاب وإعطائه نصائح سيئة. وهناك مثال أخر مهم هو علاقة ميزي شيا (بالصينية: 彌 子 瑕) ودوق لينغ دوق مملكة وي (衛靈公). تمت الإشارة إلى مشاركة ميزي شيا للخوخ اللذيذ بشكل خاص مع عشيقه من قبل كتاب لاحقين باسم "يوتاو" (بالإنجليزية: yútáo)‏ (بالصينية: 餘 桃) "الخوخ المتبقي"". مثال آخر على المثلية الجنسية مهم في أعلى مستوى في المجتمع من حقبة الممالك المتحاربة هو قصة أنشي ملك وي وحبيبه اللورد لونغ يانغ.
تمت الإشارة إلى المثلية الجنسية على نطاق واسع خلال هذه الفترة من خلال الأدب الشعبي. يقال إن الشاعر كيو يوان عبر عن حبه للملك الحاكم، هواي ملك تشو، من خلال العديد من أعماله، أبرزها «لي ساو» و «الشوق إلى الجمال».

### إمبراطورية الصين

#### عهد سلالة هان

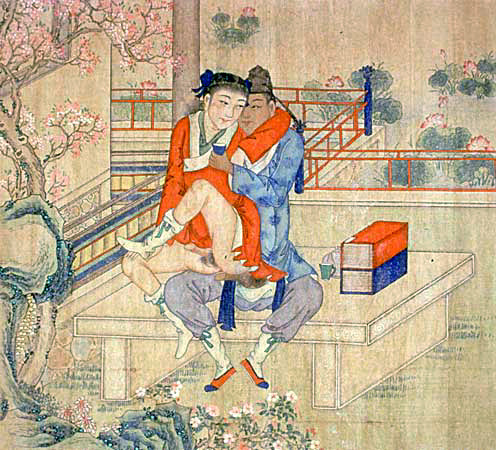
شابان صينيان يشربان الشاي ويقرئان القصائد ويمارسان الجنس. عادة ما يكون الشريك "السالب" أفتح في لون البشرة ليعكس أنوثته.

كانت المثلية الجنسية والشبقية المثلية شائعة ومقبولة في عهد سلالة هان (202 ق.م. - 220 م). الإمبراطور آي امبراطور هان أحد أشهر الأباطرة الصينيين الذين مارسوا أنشطة جنسية مثلية. وصف المؤرخون العلاقة بين الإمبراطور آي وعشيقه الذكر دونغ شيان بأنها «شغف قطع الكم» (斷 袖之 癖، duànxiù zhī pì) بناء على قصة أنه بعد ظهر أحد الأيام بعد النوم على غفوة على السرير نفسه، قطع الإمبراطور أي غلاف دونغ شيان (في قطعة من الملابس كانا يتقاسمنها) بدلاً من إزعاجه عندما اضطر إلى الخروج من السرير. تمت الإشارة إلى دونغ بسبب بساطته النسبية التي تتناقض مع البلاط المتصنع بدرجة عالية، ومنح مناصب عليا وأعلى تدريجياً كجزء من العلاقة، وأصبح في نهاية المطاف القائد الأعلى للقوات المسلحة بحلول وفاة الإمبراطور آي.
خلال هذه الفترة، تم التحدث عن المثلية الجنسية بين الإناث. أبدى مؤرخ في عهد سلالة هان الشرقية، يينغ تشاو، ملاحظات حول العديد من نساء القصر الإمبراطوري اللائي يشكّلن علاقات مثليّة مع بعضهن البعض، في علاقة تُعرف باسم دويشي (بالإنجليزية: duishi)‏ (بالصينية: 對 食)، (وهو مصطلح يُفسَّر على أنه يشير إلى اللعق المتبادل)، حيث تتصرف الاثنتان على أنهما متزوجتان.

#### عهد سلالة ليو سونغ
تزعم كتابات من عهد سلالة ليو سونغ الحاكمة (420-479 م) أن المثلية الجنسية كانت شائعة مثل المغايرة الجنسية. يقال أن الرجال كانو يمارسون النشاط الجنسي المثلي في كثير من الأحيان، لدرجة أن النساء غير المتزوجات أصبحن يشعرن بالغيرة.

### عهد سلالة تانغ
خلال عهد سلالة تانغ (618-907 م)، كانت هناك تقاليد للعلاقات الجنسية المثلية الغلمانية، والتي عادة ما تكون في المعابد البوذية، بين صبي صغير ورجل بالغ. كانو العلاقات المثلية بين النساء شائعة أيضًا في دير الراهبات البوذيات، حيث سعى العديد من الراهبات البوذيات إلى إقامة علاقات مع بعضهن البعض. في هذه الأثناء تم تسجيل أن الراهبات الطاويات تبادلن الكثير من قصائد الحب لبعضهن البعض.

#### عهد سلالة سونغ
أقرب القانون ضد دعارة المثليين في الصين يعود إلى عصر تشنغ خه (بالصينية: 政和) (1111-1118) في عهد الإمبراطور تشاو جي (بالصينية: 趙佶) في سلالة سونغ (960-1279)، بمعاقبة «نانتشانغ» (بالإنجليزية: nánchāng)‏ (بالصينية: 男娼)، وهم الشباب الذكور الذين يقومون بدور العاهرين، مع عقوبة تصل ل100 ضربة من الخيزران الثقيل وغرامة نقدية قدرها 50,000. يحظر نص آخر من أسرة سونغ جريمة «بو نان» (بالإنجليزية: bu nan)‏ (بالصينية: 不 男) (حرفيًا: «[كون الشخص] ليس رجلًا»، لبس ملابس الجنس الآخر). لم يتم تطبيقهما أبدًا.

#### عهد سلالة مينغ
يُعتقد أن الإمبراطور تشنغدي من سلالة مينغ (1368-1644) كان له علاقة مثلية مع زعيم مسلم من هامي، واسمه السيد حسين. بالإضافة إلى وجود علاقات مع الرجال، كان للإمبراطور تشنغدي العديد من العلاقات مع النساء. وسعى إلى بنات العديد من مسؤوليه. ويُعتقد أن لدى الإمبراطور تيانكي قصران خاصان. واحد لعشاقه الإناث وواحد لعشاقه الذكور. خلال هذه الحقبة، أصبحت الممارسات الجنسية المثلية تشمل الاتجاه السريع الارتفاع المتمثل في «الصافيزم» (نسبة إلى الشاعرة اليونانية صافو)، والتي يتم عقدها جميعًا باسم المتعة. شمل هذا، ولكن ليس على سبيل الحصر، عمل العبوس، اللحس والاستمناء المتبادل.
لم يتعرض المثليون جنسيا الصينيون للاضطهاد الذي يقارن بالمثل الذي مر به المثليون جنسيا في أوروبا المسيحية خلال العصور الوسطى، وفي بعض المناطق، وخاصة بين الطبقات التجارية، كان الحب المثلي موضع تقدير خاص. كان هناك صورة نمطية في أواخر عهد سلالة مينغ أن محافظة فوجيان كانت المكان الوحيد الذي كان المثلية بارزة، ولكن كتب شيه جاوجي (1567-1624) أنه «من جيانغنان وتشيجيانغ وبكين وشانشي، لا يوجد أحد لا يعرف هذا الولع». تحدث المبشرين اليسوعيين الأوروبيين مثل ماتيو ريتشي بما اعتبروه «انحرافات غير طبيعية»، وابدوا قلقهم بسبب طبيعتها المفتوحة والعامة في كثير من الأحيان. كتب المؤرخ تيموثي بروك أن كره الأعراف الجنسية ذهب في كلا الاتجاهين، لأن «اليسوعيين الرهبان المتبتلون كانوا طعامًا غنيًا للمضاربة الجنسية بين الصينيين». سخر الكتاب الصينيون عادة من هؤلاء الرجال، ويصرون على أن السبب الوحيد الذي أدانوا فيه المثلية الجنسية هو أنهم أجبروا على الامتناع عن المتعة الجنسية لأنهم رهبان متبتلون.
تم وضع أول قانون يحظر على وجه التحديد النشاط الجنسي المثلي في عهد الإمبراطور جياجينغ (بالصينية: 嘉靖) (1522-1567) في عام 1546. وعلى الرغم من ذلك، كانت المثلية الجنسية لا تزال مقبولة وتمارس بشكل شائع، في حال إنجاب الرجال لورثة وتزوجهن للنساء في وقت لاحق. كان ينظر إلى المثلية الجنسية كشيء «فاخر» من قبل الطبقات الوسطى. كانت مراسم زواج المثليين شائعة.

#### عهد سلالة تشينغ

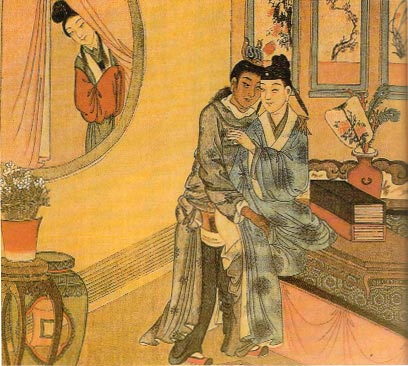
امرأة تتجسس على رجلين عشيقين.

قبل 1655، بدأت محاكم سلالة تشينغ للإشارة إلى مصطلح «جي جيان» (بالإنجليزية: ji jian)‏ (بالصينية: 雞姦) (والذي يعني السدومية) لتطبيقها على الجنس الشرجي المثلي. بدأ المجتمع في التشديد على الطاعة الصارمة للنظام الاجتماعي، والتي تشير إلى وجود علاقة بين الزوج والزوجة. في عام 1740، صدر مرسوم معادي للمثليين، يجرم النشاط الجنسي المثلي التوافقي بين البالغين بأنه غير قانوني. رغم عدم وجود سجلات عن فعالية هذا المرسوم، إلا أنها كانت المرة الأولى التي تخضع فيها المثلية الجنسية لتجريم قانوني في الصين. كانت العقوبة، التي شملت شهرًا في السجن و 100 جلدة بالبامبو الثقيل، في الحقيقة أخف عقوبة موجودة في نظام سلالة تشينغ القانوني.

### الصين الحديثة

#### جمهورية الصين
في عام 1912، أطاحت ثورة شينهاي بسلالة تشينغ الحاكمة وألغت الدول التي تبعتها الحظر المفروض على جي جيان (بالإنجليزية: ji jian)‏.
أصبح رهاب المثلية والتعصب ضد المثليين والمثليات أكثر انتشارًا من خلال جهود التغريب في أوائل جمهورية الصين.

#### جمهورية الصين الشعبية
كانت المثلية الجنسية غير مرئية إلى حد كبير خلال عهد ماو كونها كانت تعتبر جريمة ومرضا. خلال الثورة الثقافية الشيوعية (1966 إلى 1976)، اعتُبر المثليون جنسياً «مشينين» و «غير مرغوب فيهم»، وتم اضطهادهم بشدة.
تمت إزالة جميع الإشارات إلى المثلية الجنسية في القانون الجنائي في عام 1997. في عام 2001، قامت الجمعية الصينية للطب النفسي بإلغاء تصنيف المثلية الجنسية كاضطراب عقلي، دون أن تعلن على وجه التحديد أن المثلية الجنسية «ليس اضطرابًا نفسيًا»، مما أدى فعليًا إلى مرافق نفسية في جميع أنحاء البلاد. لا يزال التفكير في اعتبار المثلية الجنسية اضطراب عقلي على درجات مختلفة وتم الاستمرار في تقديم علاج التحويل.

## الاعتراف القانوني بالعلاقات المثلية
يعرف قانون الزواج لجمهورية الصين الشعبية (بالصينية: 中华人民共和国婚姻法) (بينيين: Zhōnghuá Rénmín Gòng Héguó Hūnyīn Fǎ)، الذي اعتمد في الدورة الثالثة لمجلس الشعب الصيني الخامس في 10 سبتمبر 1980، الزواج بأنه اتحاد بين رجل وامرأة.

### بكين
توفر بكين حاليًا وضع الإقامة للشركاء المثليين للمقيمين القانونيين، مثل المغتربين.

### هونغ كونغ
في يونيو 2009، قدمت حكومة هونغ كونغ اعترافًا وحماية محددين للشركاء المتساكنين المثليين في مرسوم العنف الأسري الخاص بها (بالصينية: 家庭 及 同居 關係 暴力 條例)، (بينيين: Jiātíng Jí Tóngjū Guānxi Bàolì Tiáolì).
في أبريل/نيسان وسبتمبر/أيلول 2017، قضت محاكم هونغ كونغ بأن الشركاء المثليين لموظفي الحكومة يجب أن يحصلوا على نفس المزايا التي يحصل عليها الشركاء المغايرون وأن للشركاء المثليين من سكان هونغ كونغ الحق في العيش في الإقليم كمن يتم تعويلهم، على التوالي. وقد استأنفت حكومة هونغ كونغ هذين الحكمين. في يوليو 2018، أيدت محكمة الاستئناف النهائي حكم سبتمبر، قائلة إن الشركاء المثليين لهم الحق في الحصول على تأشيرات الزوج/التبعية، وعلى هذا النحو يمكن أن يقيموا قانونًيا في هونغ كونغ. وبالمثل، في 6 يونيو 2019، أيدت محكمة الاستئناف النهائي حكم أبريل 2017، بعد أن ألغته في البداية محكمة الاستئناف.
في يونيو 2018، رفعت امرأة مثلية من هونغ كونغ تعرف باسم "MK" دعوى قضائية ضد حكومة هونغ كونغ لحرمانها من الحق في الدخول في شراكة مدنية مع شريكتها، بحجة أن حقوقها في الخصوصية والمساواة قد انتهكت، ما يصل إلى حد انتهاك قانون هونغ كونغ الأساسي وقانون الحقوق في هونغ كونغ. نظرت المحكمة العليا في القضية في جلسة استماع أولية موجزة دامت 30 دقيقة في أغسطس 2018. وعقدت جلسة استماع كاملة يوم 28 مايو 2019.
في نوفمبر 2018، اقترح ريموند تشان تشون اقتراحًا لدراسة الاتحادات المدنية للشركاء المثليين، ولكن تم التصويت ضده في تصويت 24 صوتا لصالحه مقابل 27 صوتًا ضد (24-27).
في يناير 2019، قام رجلان بطعن قانوني ضد حظر زواج المثليين في هونغ كونغ، بحجة أن رفض الاعتراف وعقد زواج المثليين يمثل انتهاكًا للقانون الأساسي. منحت محكمة هونغ كونغ العليا إذنًا للقضايا.

### تحديات قانونية
في 5 يناير/كانون الثاني 2016، وافقت محكمة في تشانغشا، في مقاطعة خونان، على سماع دعوى قضائية رفعت في ديسمبر/كانون الأول 2015 ضد مكتب الشؤون المدنية في إقليم فورونغ. وقد رفعت الدعوى من قبل سون وينلين (26 عاما)، الذي تم رفض السماح له بالزواج من شريكه هو مينغليانغ البالغ من العمر 36 عاما، في حزيران/يونيو 2015 من قبل مكتب الشؤون المدنية. في 13 أبريل 2016، مع وجود مئات من أنصار زواج المثليين في الخارج خارجها، حكمت محكمة تشانغشا ضد سون، الذي أعلن أنه سيستأنف الحكم. في 17 مايو 2016، تزوج سون وهو في حفل خاص في تشانغشا، معربًا عن اعتزامهما تنظيم 99 حفل زفاف مثلي في جميع أنحاء البلاد من أجل تطبيع زواج المثليين في الصين.

## التبني وتربية الأطفال
تشترط الحكومة الصينية أن يكون الأهل الذين يقومون بتبني أطفال من الصين أن يكونوا في زواج المغايرين. وقد قامت الحكومة الصينية بالفعل بحظر تبني الأطفال الصينيين من قبل أفراد وأزواج مثليين أجانب.

## الحماية من التمييز
تنص المادة 33 من الدستور على المساواة لجميع المواطنين بموجب القانون. هذا لا يذكر صراحة التوجه الجنسي أو الهوية الجندرية.
لا يوجد أي قانون لمكافحة التمييز على أساس التوجه الجنسي أو الهوية الجندرية طبقاً لقانون العمل الصيني. قانون العمل يحمي تحديداً العمال ضد التمييز على أساس الإثنية أو الجنس أو الدين.
في عام 2018، رفع مدرس رياض الأطفال مثلي الجنس دعوى قضائية ضد مدرسته السابقة بعد أن تم فصله من وظيفته، في أعقاب منشور في وسائل الاعلام الاجتماعية حول حضوره حدث لمجتمع الميم. تم قبول سماع القضية في قبل محكمة في تشينغداو.
في نوفمبر 2018 ومارس 2019، قبلت الصين العديد من التوصيات المتعلقة بحقوق المثليين خلال المراجعة الدورية الشاملة. حثت توصيات «تاريخية»، للصين قدمتها كل من الأرجنتين، تشيلي، فرنسا، أيرلندا، المكسيك، وهولندا والسويد على إصدار قانون مناهض للتمييز يشمل التوجه الجنسي وسن تدابير مناهضة للعنف والضمان الاجتماعي. لأول مرة، استجاب الوفد الصيني بشكل إيجابي. في مارس 2019، تم الكشف في الأمم المتحدة أن الصين تهدف إلى اعتماد قانون لمناهضة التمييز ضد مجتمع الميم خلال عام. وصف النشطاء التوصيات بأنها «علامة فارقة». ومع ذلك، سرعان ما خضع هذا الخبر للرقابة على جميع منصات الأخبار ووسائل التواصل الاجتماعي الصينية.

### هونغ كونغ
يحظر «قانون الحقوق في هونغ كونغ 1991» (بالإنجليزية: Hong Kong Bill of Rights  Ordinance 1991)‏ (بالصينية: 香港人權法案條例) (بينيين: Xiānggǎng Rénquán Fǎ'àn Tiáolì)التمييز على مجموعة متنوعة من الأسس بما في ذلك «أي وضع آخر». في حالة قضية ليونغ تي سي ويليام روي ضد وزير العدل (2005)، تم تفسيره ليشمل التوجه الجنسي. ومع ذلك، فإن قانون الحقوق في هونغ كونغ ينطبق فقط على التمييز في القطاع الحكومي وليس الخاص.

### ماكاو
تشير المادة 25 في القانون الأساسي لماكاو أن شعب ماكاو أحرار من التمييز على أساس قائمة غير حصرية من عوامل التمييز المحظورة. لم يتم تضمين التوجه الجنسي في تلك القائمة لأسس التمييز المحظورة. ومع ذلك، هناك حماية لمكافحة التمييز على أساس التوجه الجنسي في مجالات علاقات العمل (المادة 2/6 من قانون 2008/7)، وحماية البيانات الشخصية (المادة 7 / 1,2 من قانون 2005/8) والمحقق في الشكاوى (المادة 31-A من قانون 2000/10، والمعدل بالقانون 2012/4).

## الهوية الجندرية والتعبير عنها
في عام 2009، جعلت الحكومة الصينية من غير القانوني للقاصرين تغيير جنسهم المدرج رسمياً، مشيرة إلى أن جراحة إعادة تحديد الجنس، متوفرة فقط لمن تجاوزوا العشرين من العمر، كانت مطلوبة من أجل التقدم بطلب لإعادة النظر في تسجيل بطاقة الهوية والإقامة.

### مقاطعة شانشي
في عام 2014، بدأت مقاطعة شانشي في السماح للقاصرين بالتقدم بطلب التغيير مع معلومات إضافية عن بطاقة هوية ولي الأمر. يسمح هذا التحول في السياسة بالاعتراف بالزواج ما بعد الجراحة على أنها زواج المغايرين وبالتالي يكون قانونيا.

### هونغ كونغ
يسمح قانون هونغ كونغ بتغيير الوثائق القانونية مثل بطاقات الهوية وجوازات السفر بعد أن يكون الشخص قد خضع لجراحة إعادة تحديد الجنس، ولكن لا يسمح بتغيير شهادات الميلاد.

## حقوق ثنائيي الجنس
حقوق ثنائيي الجنس محدودة للغاية في الصين. تشمل المشكلات كلاً من عدم الوصول إلى الرعاية الصحية للأشخاص ثنائيي الجنس والتدخلات الجراحية القسرية للأطفال ثنائيي الجنس.

## حرية التعبير والدين والرقابة

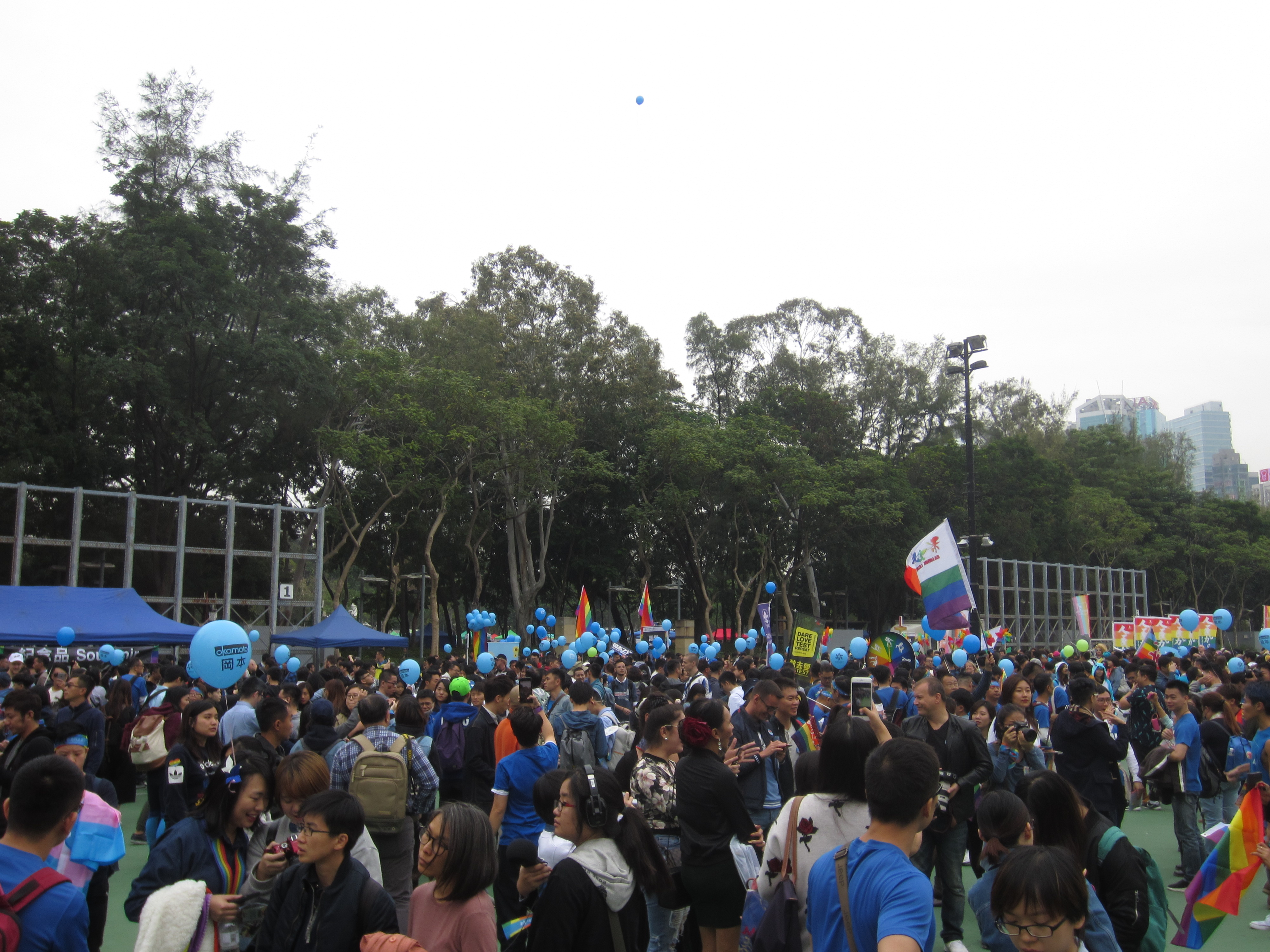
تقام مسيرة فخر هونغ كونغ سنويًا منذ عام 2008.

في عام 2015، أقام صانع الأفلام فان بوبو دعوى قضائية ضد الرقابة الحكومية لسحب فيلمه الوثائقي «ماما راينبو» (بالإنجليزية: Mama Rainbow)‏ من المواقع الإلكترونية. اختتمت الدعوى في ديسمبر 2015 باستنتاج صادر عن محكمة الشعب المتوسطة الأولى في بكين بأن إدارة الدولة للصحافة والنشر والإذاعة والسينما والتلفزيون لم تطلب من مواقع الاستضافة سحب الفيلم الوثائقي. على الرغم من هذا الحكم، الذي شعر «فان» بأنه انتصار لأنه حد بشكل فعال من تدخل الدولة، «لا يزال الفيلم غير متوفر للمشاهدة في مواقع الاستضافة الصينية على الإنترنت.»
في 31 ديسمبر 2015، نشرت رابطة صناعة إنتاج الدراما التلفزيونية في الصين إرشادات جديدة، بما في ذلك فرض حظر على إظهار علاقات المثليين على التلفزيون. تنص اللوائح على: «لا يجوز لأي دراما تلفزيونية أن تظهر علاقات وسلوكيات جنسية غير طبيعية، مثل سفاح القربى والعلاقات الجنسية المثلية والانحراف الجنسي والعنف الجنسي والاعتداء الجنسي وما إلى ذلك.» بدأت هذه اللوائح الجديدة تؤثر على الأعمال الدرامية على شبكة الإنترنت، والتي كان لها تاريخيا قيود أقل:
«تُعتبر مسرحيات الويب الصينية عمومًا أنها تتمتع بفرض رقابة أكثر مرونة مقارنةً بالمحتوى على التلفزيون والشاشة. غالبًا ما تتميز بمحتويات جنسية أكثر عنفًا ومحتويات أخرى تعتبرها جهات البث التقليدية كمنطقة محرمة.»
في فبراير 2016، تم حظر السلسلة المثلية على شبكة الإنترنت الصينية الشهيرة مدمن من البث في الحلقة 12 عبر الإنترنت من 15 حلقة في الموسم. قام صناع السلسلة بتحميل الحلقات المتبقية على موقع يوتيوب بدلاً من ذلك.
في عام 2017، كان من المقرر عقد مؤتمر لمجتمع الميم في مدينة شيان. زعمت التقارير الغربية، باستخدام مدونة المنظمين كمصدر لها، أن الشرطة احتجزت المنظمين وهددتهم.
في أبريل 2018، قررت سينا ويبو، وهي واحدة من أكثر منصات التواصل الاجتماعي شعبية في الصين، حظر جميع القضايا المتعلقة بمجتمع الميم. وسرعان ما وجه ذلك انتقادات من عامة الناس وصحيفة الشعب اليومية، وهي الصحيفة الرسمية للحزب الشيوعي الصيني. اشتملت أشكال النقد على هاشتاج #IamGay، الذي شوهد أكثر من 240 مليون مرة. نقضت سينا ويبو الحظر بعد بضعة أيام. فسر العديد من الصينيين افتتاحية صحيفة الشعب اليومية بأنها إشارة إلى أن الحكومة قد تخفف من موقفها تجاه حقوق المثليين. ومع ذلك، فإن حملة الاحتفال باليوم الدولي لمناهضة رهاب المثلية، ورهاب التحول الجنسي ورهاب ازدواجية التوجه الجنسي في حرم المدارس قد تم منعها من قبل الموظفين العموميين بعد شهر واحد فقط. وقال سيودبهرا باركين، وهو زميل في الشبكة العالمية لقانون المصلحة العامة، إن العامة لا ينبغي أن يبالغوا في تفسير قرار الصحيفة: «قد يكون هذا إشارة إلى أن الحكومة ليست لديها مشكلة مع حقوق المثليين. لا يعني ذلك أن السلطات ستتسامح مع التعبئة المدنية والنشاط، ولا أعتقد أنك سترى الحكومة الصينية تدعم مجموعات المجتمع المدني في نفس الوقت الذي تحاول فيه القضاء على كل هذه الجماعات الأخرى. عندما تكون منظمة غير حكومية من المثليين، فأنت لا تزال منظمة غير حكومية، وسيكون ذلك دائمًا نوعًا من العامل الحاسم فيما إذا كانت حركة حقوق المثليين ستتحرك أم لا.»

تظهر في البلدان التي يكون فيها المثلية الجنسية قانونية، لكن حرية التعبير والتنظيم تخضع عمومًا للرقابة أو الحظر. تعتبر الصين، فضلا عن البلدان الأخرى، وهي روسيا والعراق مدرجة في هذه الفئة.

في مايو 2018، منع الاتحاد الأوروبي للإذاعة مانجو تي في، إحدى أكثر القنوات مشاهدة في الصين، من بث نهائي مسابقة الأغنية الأوروبية لعام 2018 بعد أن قام بحجب أداء المطرب الأيرلندي ريان أوشاونيسي، الذي صور اثنين من الراقصين الذكور، وحجبت أعلام قوس قزح خلال أداء سويسرا.
قبل أيام من اليوم الدولي لمناهضة رهاب المثلية، ورهاب التحول الجنسي ورهاب ازدواجية التوجه الجنسي في عام 2018، تعرضت سيدتان يرتديان شارات قوس قزح لهجوم والضرب على أيدي حراس الأمن في بكين. طردت شركة الأمن الحراس الثلاثة المتورطين بعد ذلك بوقت قصير.
عقد حدث ملك جمال الصين المثلي في عام 2016 دون وقوع أي حادث. في عام 2018، ألغى المضيف الحدث تفاعله بشكل سلبي من خلال عدم الاستجابة لأي اتصالات. أعلن السيد ملك جمال العالم المثلي 2019 إلغاء الخدمة بعد أن بدأت الاتصالات في التدهور في أوائل أغسطس. ولم يصدر أي إشعار رقابي رسمي، لكن بعض المقالات ألقت باللوم على الحكومة الصينية في الإلغاء. في نفس العام، حُكم على امرأة كتبت رواية مثلية بالسجن لمدة 10 سنوات و 6 أشهر بتهمة «خرق قوانين الفحش».

### الأرنب الإلاه
توير شين (بالصينية: 兔兒神)، المعروف أيضاً باسم الأرنب الإلاه (بالصينية: 兔神)، هو إله صيني طاوي صانع التوفيق للعلاقات المثلية، وهو إله الحب المثلي. اعتاد أن يكون هناك معبد مخصص له في جنوب الصين يسمى «معبد الزهور المزدوجة». تم تدمير المعبد من قبل الجيش الياباني خلال الحرب العالمية الثانية ولم يعد موجودا. ومع ذلك، في العقود الماضية، كانت هناك محاولات إحياء لعبادته، وخاصة في تايوان. في عام 2006، أسست لو وي-مينغ معبد لتوير شين في مقاطعة يونغه في مدينة تايبيه الجديدة. يزور المعبد حوالي 9,000 زائر كل عام للصلاة، خاصة بالنسبة للشريك. كما يؤدي المعبد حفلات الزواج للأزواج والشركاء المثليين والمثليات. إنه المزار الديني الوحيد في العالم للمثليين جنسياً.

## علاج التحويل
يؤثر علاج التحويل تأثيراً سلبياً على حياة المثليين، ويمكن أن يؤدي إلى تدني احترام الذات والاكتئاب والتفكير في الانتحار.
في ديسمبر 2014، حكمت محكمة في بكين لصالح يانغ تينغ، وهو رجل مثلي الجنس، في قضية ضد عيادة لعلاج التحويل. وقضت المحكمة بأن هذه العلاجات غير قانونية ، لأن العلاجات فشلت في الوفاء بوعد العيادة في إعلاناتها، وأمرت العيادة بدفع تعويض مالي للمدعي يانجغ، وكذلك إلغاء إعلاناتها عن علاجات التحويل.
في يونيو 2016، رفع «يو هو»، وهو رجل مثلي الجنس من مقاطعة خنان، دعوى قضائية ضد مستشفى في مدينة تشوماديان لإجباره على الخضوع لعلاج التحويل. حصل على اعتذار عام وتعويض مالي في يوليو 2017، ومع ذلك، لم تحكم المحكمة على هذه الممارسة باعتبارها غير قانونية في قرارها.
بعد هذين الحكمين الناجحين، دعت مجموعات المثليين الآن وزارة الصحة الصينية إلى حظر العلاج المتحول. ومع ذلك، لم تتخذ الحكومة الصينية أي تدابير فعالة لحظر علاج التحويل، ويتم الترويج فعليًا لهذه العلاجات في جميع أنحاء الصين.

## الرأي العام والتركيبة السكانية
وفقًا لتقديرات معينة من عام 2010، كان حوالي 80% إلى 90% من الرجال المثليين الصينيين متزوجين من نساء. تعرف هؤلاء النساء باسم «تونكغي» باللغة الصينية (بالإنجليزية: tongqi)‏ (بالصينية: 同 妻)، بينيين: tóngqó).
وجدت دراسة استقصائية أجراها عام 2016 مركز بكين للمثليين ومثليي الجنس والمتحولين جنسياً أن 5% فقط من أولئك الذين عرفوا بأنهم مثليون ومثليات ومزدوجو التوجه الجنسي ومتحولين جنسيا قد أعلنوا عن توجههم الجنسي لجميع من في حياتهم.
أظهرت استطلاعات الرأي مستويات متزايدة من الدعم لحقوق المثليين وزواج المثليين في الصين. وجد استطلاع عام 2009 أن 30% من سكان بكين يؤيدون زواج المثليين، بينما وجد استطلاع عام 2014 أن 74% من سكان هونغ كونغ يفضلون منح بعض الحقوق والمزايا للشركاء والأزواج المثليين.
وجد استطلاع أجرته جامعة هونغ كونغ عام 2017 أن 50.4% من سكان هونغ كونغ يؤيدون زواج المثليين. بالإضافة إلى ذلك، أيد ما يقرب من 70% قانونا لمكافحة التمييز ضد مجتمع الميم.

## تقارير حقوق الإنسان

### تقرير وزارة الخارجية الأمريكية 2017
في عام 2017، أبلغت وزارة الخارجية الأمريكية بما يلي، فيما يتعلق بحالة حقوق المثليين في الصين:
- حرية الإنترنت
  - «تم أيضًا حظر الإشارات إلى المثلية الجنسية والكلمات الدقيقة علميا عن الأعضاء التناسلية. أعرب الكتّاب الذين يشملون مجتمع الميم، والجنس، وقضايا صحة الشبابعن قلقهم بشأن كيفية المتابعة دون الإغلاق».[76]
- أعمال العنف والتمييز وغيرها من الانتهاكات القائمة على التوجه الجنسي والهوية الجندرية
  - "لا توجد قوانين تجرم النشاط الجنسي المثلي بالتراضي في القطاع الخاص بين البالغين. نظرًا للتمييز الاجتماعي والضغط من أجل التوافق مع توقعات الأسرة، فإن معظم المثليين والمثليات ومزدوجي التوجه الجنسي والمتحولين جنسياً وثنائيي الجنس امتنعوا عن مناقشة توجههم الجنسي أو الهوية الجندرية: واصل الأفراد والمنظمات التي تعمل على قضايا المثليين والمثليات ومزدوجي التوجه الجنسي والمتحولين جنسياً عن الإبلاغ عن التمييز والمضايقات من سلطات مماثلة لتلك التي عانت منها المنظمات الأخرى التي تقبل التمويل من الخارج.
  - على الرغم من تقارير العنف المنزلي بين الأزواج المثليين، إلا أن اللوائح المتعلقة بالعنف العائلي وقانون العنف العائلي لا تتضمن الشراكات المثلية، مما يمنح ضحايا العنف الجنسي من مجتمع الميم أقل لجوء قانوني من الضحايا المغايرين.
  - قضت محكمة في مقاطعة خنان في يوليو/تموز بأن مستشفى للأمراض العقلية في مدينة تشوماديان يدين لرجل مثلي يدعى وو 5000 يوان (735 دولارًا) كتعويض عن إجباره ضد إرادته في عام 2015 في «علاج التحويل». أجبر موظفو المستشفى وو على تناول الدواء والحقن لمدة 19 يومًا بعد تشخيصه بـ «اضطراب التفضيل الجنسي».
  - أفادت المنظمات غير الحكومية العاملة في قضايا المثليين أنه على الرغم من أن عمل الدعوة العامة أصبح أكثر صعوبة بالنسبة لهم في ضوء قانون إدارة المنظمات غير الحكومية الأجنبية وقانون الأعمال الخيرية المحلية، فقد أحرزوا بعض التقدم في الدعوة إلى حقوق المثليين من خلال حالات محددة لمكافحة التمييز. في يوليو/ تموز، قضت محكمة لصالح رجل متحول جنسيًا في دعوى ضد صاحب العمل السابق بسبب طرده بطريقة غير مشروعة.
  - اعتقلت شرطة شيان تسعة أعضاء من منظمة

المثليين "سبيك آوت" قبل ساعات من بدء المؤتمر الذي كانت تستضيفه."

## ملخص
| قانونية النشاط الجنسي المثلي                                                                  | (منذ عام 1997) |
| المساواة في السن القانوني للنشاط الجنسي                                                       | (منذ عام 1997) |
| قوانين مكافحة التمييز في التوظيف                                                              | No |
| قوانين مكافحة التمييز في توفير السلع والخدمات                                                 | No |
| قوانين مكافحة التمييز في جميع المجالات الأخرى (تتضمن التمييز غير المباشر، خطاب الكراهية)      | No |
| قوانين مكافحة أشكال التمييز المعنية بالهوية الجندرية                                          | No |
| زواج المثليين                                                                                 | No |
| الاعتراف القانوني بالعلاقات المثلية                                                           | / (لبعض أغراض الهجرة المحدودة في بكين وهونغ كونغ)                                                                              |
| تبني أحد الشريكين للطفل البيولوجي للشريك الآخر                                                | No |
| التبني المشترك للأزواج المثليين                                                               | No |
| يسمح للمثليين والمثليات ومزدوجي التوجه الجنسي والمتحولين جنسيا بالخدمة علناً في القوات المسلحة | |
| الحق بتغيير الجنس القانوني                                                                    | No |
| حرية التعبير                                                                                  | (الحظر الوطني على أي عرض "السلوكيات الجنسية غير الطبيعية" - بما في ذلك المثلية الجنسية - في محتوى الفيديو والصوت عبر الإنترنت) |
| علاج التحويل محظور على القاصرين                                                               | / (حظر كل حالة على حدة، يتم الترويج له بنشاط على نطاق وطني)                                                                    |
| الحصول على أطفال أنابيب للمثليات                                                              | No |
| الأمومة التلقائية للطفل بعد الولادة                                                           | No |
| تأجير الأرحام التجاري للأزواج المثليين من الذكور                                              | (غير قانوني للأزواج المغايرين كذلك)                                                                                            |
| السماح للرجال الذين مارسوا الجنس الشرجي التبرع بالدم                                          | No |